# Écrire (roman)
Pour les articles homonymes, voir écrire.
 (janvier 2025).
Si vous disposez d'ouvrages ou d'articles de référence ou si vous connaissez des sites web de qualité traitant du thème abordé ici, merci de compléter l'article en donnant les références utiles à sa vérifiabilité et en les liant à la section « Notes et références ».
Écrire est un livre de Marguerite Duras publié en 1993.

## Résumé
Livre sur le besoin et la manière d’écrire. Pour pouvoir écrire, il faut être seul, dans la solitude la plus totale. Duras avait une maison à Trouville-sur-mer où elle s’isolait pour écrire. Cette maison est devenue indissociable de l’écriture. Il faut écrire pour écrire, pas pour ce que l’on écrit. Ne pas modifier ce que l’on a écrit, et suivre le cours de ses idées.
L’écriture, c’est ce qui permet de ne pas sombrer dans la folie. C’est une partie d’elle-même.

## Éditions
- Écrire, Gallimard, 1993.
  - rééd. Gallimard, coll.  « Folio ».

## Films
- 1993 : Écrire (premier texte du livre éponyme), documentaire de Benoît Jacquot.
- 1993 : La Mort du jeune aviateur anglais (texte extrait d'Écrire), documentaire de Benoît Jacquot.